# Pommerscher Krummstiel
Der Pommersche Krummstiel ist eine regionale Apfelsorte aus Pommern und war ehemals die Hauptsorte in Vorpommern. Die Apfelsorte wurde erstmals 1856 durch Ferdinand Jühlke beschrieben und entstand vermutlich vor 1800 auf der Insel Rügen.

## Beschreibung
Er ist mittelgroß bis groß, fest, feinzellig, ausreichend saftig, mit süß-säuerlichem, gelblich weißem Fruchtfleisch. Die Schale ist rot-gelb gestreift. Typisches Erkennungsmerkmal dieser Sorte, von dem er auch seinen Namen hat, ist der „krumme Stiel“, der aus der Stielgrube hervorschaut.
Der Königliche Gartenbauinspektor Ferdinand Jühlke beschrieb die Apfelsorte so: „Der Krummstiel, auch Römerapfel, welcher in Neuvorpommern und auf Rügen den Garten des ärmsten Kathenmannes ziert und auch wiederum in jenen reichen Gärten mit feineren Obstsorten gehegt und gepflegt wird: er verdient in Norddeutschland eine um so größere und allgemeinere Verbreitung, als er selten fehlschlägt und die auf seine Pflege verwendete Mühe in sehr reichlichem Maaße lohnt.“

## Verwendung
Der Pommersche Krummstiel ist von September bis Oktober pflückreif. Seine Genussreife ist von Oktober bis Februar. Die Sorte kann für Saft, Apfelmus, Gelee, zum Brennen aber auch zum Rohverzehr verwendet werden. Er gilt als Winterapfel und war früher eine Hauptsorte in Vorpommern und ist dort heute noch regional anzutreffen.